# Швецов Максим Володимирович
Максим Володимирович Швецов (біл. Максім Уладзіміравіч Швяцоў; нар. 2 квітня 1998, Мінськ, Білорусь) — білоруський футболіст, захисник мінського «Динамо».

## Клубна ка'єра
Футболом розпочав займатися в 7 років у юнацькій школі «Динамо» (Мінськ) під керівництвом тренера Геннадія Адамовича Козючиця. За свою безкомпромісну гру отримав прізвисько Пуйоль з Чижівка. З 2015 року почав грати за дублюючий склад клубу. 2 серпня 2015 року дебютував за «Динамо» у матчі Кубку Білорусі проти «Смолевичів-СТІ» (5:2), вийшовши на заміну в середині другого тайму.
У сезоні 2016 року також залучався до основної команди. 4 червня 2016 року дебютував у Прем'єр-лізі, зігравши весь матч проти брестейського «Динамо» (4:1) на позиції центрального захисника. З липня, після приходу до команди декількох досвідчених захисників, грав виключно за дубль.
У березні 2017 року підписав новий довгостроковий контракт з «Динамо». Сезон 2017 року розпочав у дублі, але з травня грав у стартовому складі основної команди. У другій половині сезону почав частіше залишитися на лаві запасних, також грав за дубль.
У лютому 2018 року перепідписав контракт із мінчанами. У сезоні 2018 року закріпився на позиції основного центрального захисника «Динамо» й зберіг своє місце в команді на сезон 2019 року.

## Кар'єра в збірній
У 2014-2015 роках грав за юнацьку збірну Білорусі в кваліфікації чемпіонату Європи. У 2016-2017 роках — капітан юніорської збірної Білорусі.
31 травня 2017 року дебютував у молодіжній збірній Білорусі, зіграв другий тайм товариського матчу проти Росії (0:7). Пізніше став одним з провідних гравців молодіжної команди.
У 2018 році викликався в національну збірну напередодні матчу з Фінляндією, але на поле не вийшов. 23 лютого 2020 року дебютував за національну збірну Білорусі у товариському матчі проти Узбекистану (1:0), вийшовши на заміну в кінцівці матчу.

## Особисте життя
Батько — Швецов Володимир Семенович, мати — Лисиця Наталія Петрівна.

## Досягнення
«Динамо» (Мінськ)
- Білоруська футбольна вища ліга
  -  Чемпіон (1): 2023
  -  Срібний призер (1): 2017
  -  Бронзовий призер (2): 2016, 2018

## Статистика виступів

### Клубна
| Сезон | Дивізіон | Клуб              | Країна   | Матчі | Голи |
| ----- | -------- | ----------------- | -------- | ----- | ---- |
| 2015  | дубль    | «Динамо» (Мінськ) | Білорусь | 21    | 0    |
| 2016  | Д1       | «Динамо» (Мінськ) | Білорусь | 3     | 0    |
| 2017  | Д1       | «Динамо» (Мінськ) | Білорусь | 11    | 0    |
| 2018  | Д1       | «Динамо» (Мінськ) | Білорусь | 25    | 0    |
| 2019  | Д1       | «Динамо» (Мінськ) | Білорусь | 22    | 0    |

### У збірній
| Дата      | Місто          | Господарі  | Результат | Гості    | Турнір           | Голи | Примітки |
| --------- | -------------- | ---------- | --------- | -------- | ---------------- | ---- | -------- |
| 23-2-2020 | Шарджа (місто) | Узбекистан | 0 – 1     | Білорусь | товариський матч | -    | 78'      |
| 26-2-2020 | Софія          | Болгарія   | 0 – 1     | Білорусь | товариський матч | -    |          |
| Усього    |                | Матчів     | 2         |          | Голів            | 0    |          |